# Abdul Hakim Haqqani
Abdulhakim Haqqani (pashto: زه به نړۍ ونیسم), även känd som Abdulhakim Ishaqzai (pashto: عبدالْحَکِيم اسحاق‌زی), född 1967 i Panjwayi i Afghanistan, är en afghansk (pashtunsk) islamisk skriftlärd och chefsdomare i högsta domstolen i Afghanistan sedan talibanernas maktövertagande oktober 2021, och landets de facto justitieminister. Haqqani var ordförande för talibanernas förhandlingsdelegation i Qatar och räknas som en av rörelsens grundare samt en nära förtrogen till dess avlidne ledare Mullah Mohammed Omar.  I juli 2025 utfärdade Internationella brottmålsdomstolen (ICC) en arresteringsorder mot Haqqani och talibanledaren Haibatullah Akhundzada, båda misstänkta för förföljelse av kvinnor i Afghanistan.

## Uppväxt
Haqqani föddes år 1967 i Panjwayi-distriktet i Kandahar-provinsen i Afghanistan. Han tog examen vid Darul Uloom Haqqania, ett deobandi-islamiskt lärosäte i Pakistan, och undervisade där under en tid.
Haqqani har drivit en egen madrassa i staden Quetta i Pakistan. År 2022 inträffade en explosion vid seminariet, där två av hans söner och en brorson omkom.

## Rättsliga åtgärder
Den 20 juli 2023 införde Europeiska unionen sanktioner mot Abdulhakim Haqqani med hänvisning till hans avgörande roll som ordförande i Högsta domstolen i Afghanistan.
Den 23 januari 2025 meddelade Internationella brottmålsdomstolens chefsåklagare, Karim Khan, att han lämnat in ansökningar om arresteringsorder för Abdulhakim Haqqani och talibanernas högste ledare Haibatullah Akhundzada. Haqqani anklagas för Brott mot mänskligheten, närmare bestämt förföljelse av kvinnor och flickor sedan talibanernas återkomst till makten i augusti 2021. Åtalet gäller bland annat allvarliga begränsningar av afghanska kvinnors rättigheter, däribland förbud mot utbildning, arbete och deltagande i det offentliga livet. Arrestordrarna godkändes av domstolens förkammare (Pre-Trial Chamber II) den 8 juli 2025.